# Chichén Itzá
Chichén Itzá – prekolumbijskie miasto założone przez Majów na półwyspie Jukatan (Meksyk) w IV – VI w. Zachowane zabytki w jego częściach południowej i zachodniej są związane z wcześniejszą kulturą Majów, natomiast w części północnej – z późniejszą kulturą Tolteków.
W okresie między 600 a 400 r. p.n.e. w Komchen, niedaleko Chichén Itzá powstały pierwsze na ziemiach Majów złożone budowle na kamiennych platformach.

## Historia
Największy rozwój datowany jest na X – XI wiek. W wieku XIII miasto straciło na znaczeniu, a w XV zostało opuszczone. Od 1924 roku prowadzone wykopaliska pozwoliły odkryć pozostałości wielu zabytków. Nazwa miasta pochodzi od dwóch świętych zbiorników, przy których zostało ono założone (nazwa Chichén Itzá znaczy Źródła Ludu Itzá lub Wrota do studni Itzá). Zbiorniki te zwane cenote służyły od V wieku jako miejsce składania ofiar. Ofiarowano dzieci lub młodzież płci męskiej, bardzo często bliźniaki. Szczątki ludzkie tam odnalezione w masowej komorze grobowej w pobliżu tzw. Cenote zostały datowane (na podstawie 64 osobników), wskazując, że ofiary praktykowano przez ok. 500 lat, ale największa ich ilość przypada na okres świetności miasta pomiędzy 800–1000 lat n.e. Praktyki rytualne ofiarowania bliźniaków łączą się jednoznacznie z wyobrażeniem bogów i herosów z mitu Popol Vuh oraz w szerszym kontekście z wyobrażeniem mitycznej roli Pierzastego Węża.
Miasto ukształtowane w klasycznym okresie rozwoju sztuki Majów prezentowało typowe cechy ich architektury – niskie budynki wznoszone z kamienia o gładkich ścianach. Ostateczny układ miasta powstał po 900 r. w okresie wpływów Tolteków. Z tego okresu pochodzą największe budowle: największe na terenach Mezoameryki boisko do rytualnej gry w piłkę (o długości 150 m), El Castillo – świątynia Kukulkana (Świątynia Zamek), Świątynia Wojowników (Templo de los Guerreros), grupa Tysiąca Kolumn i Świątynia Jaguara oraz wiele mniejszych piramid, budowli i wolno stojących ołtarzy.
- Świątynia Wojowników – widoczne są w niej wyraźnie wpływy sztuki Tolteków. Zastosowano w niej filary zbudowane w kształcie Pierzastych Węży oraz postaci wojowników a także rzeźby półleżących postaci zwane Chac Mool. Cechą charakterystyczną dla sztuki Majów jest zastosowane sklepień pozornych wewnątrz pomieszczeń. Wyobrażenia boga deszczu Majów, Chaca, zostały zastosowane jako dekoracja ścian.
- El Castillo – świątynia nazywana Zamkiem, to świątynia Kukulkana, odpowiednika Quetzalcoatla. Jej wysokość wynosi 30 m[2]. Została wzniesiona na piramidzie schodkowej złożonej z dziewięciu tarasów. Schody prowadzą na szczyt piramidy z czterech stron, każdy bieg ma 91 stopni (razem 364 stopnie), 365 stopień (czyli liczba dni roku słonecznego) stanowi wejście do świątyni. U dołu schodów rzeźbione wyobrażenia głów Upierzonego Węża strzegły wejścia do świątyni[5][2]. Ciała węża wiją się aż do górnej platformy, na której stoi świątynia[2][1].
- El Caracol – czyli Ślimak to okrągła, szeroka wieża o wysokości 12 m i średnicy 6,7 m zbudowana na dwóch tarasach. Wewnątrz umieszczono spiralną klatkę schodową prowadzącą do górnej komory. Jej okna zostały umieszczone promieniście. Stąd przypuszczenie o zastosowaniu wieży do obserwacji astronomicznych.
- Grobowiec Kapłana – piramida stojąca w południowej części Chichén Itzá, niedaleko El Caracol, w której znaleziono grobowiec, być może kapłana.
- La Iglesia – czyli Kościół – niezbyt duża, bardzo bogato zdobiona świątynia, stojąca w południowej części Chichén Itzá, obok piramidy. Dekoracje przedstawiają prawdopodobnie maski boga Chaca z nosem w kształcie trąby. Obok, wokół prostokątnego placu, stoją stosunkowo niewielkie, również bogato zdobione budowle.

## Obecnie
W 1988 roku stanowisko archeologiczne w Chichén Itzá wpisano na listę światowego dziedzictwa UNESCO, zaś 7 lipca 2007 roku obiekt został ogłoszony jednym z siedmiu nowych cudów świata. Obecnie jest to znane centrum turystyki na północnym Jukatanie. Turyści przyjeżdżają zwiedzać ruiny oraz odwiedzać znajdujące się w pobliżu cenotes. Jest to obecnie najczęściej odwiedzana strefa archeologiczna w Meksyku.